# Mount Wycheproof
Mount Wycheproof ist ein Hügel in Wycheproof, Victoria (Australien), dessen Gipfel sich 43 Meter über dem umliegenden Terrain und auf 148 Meter über dem Meeresspiegel befindet. Er ist der einzige Fundort des Minerals Wycheproofit.

## Geschichte
Die Gemeinde Wycheproof befindet sich an den südlichen Hängen des Berges und wurde 1846 gegründet, jedoch erst 1878 vermessen. Der Name kommt aus dem lokalen Aborigine-Dialekt, in dem wichi-poorp übersetzt „Gras auf einem Hügel“ bedeutet.

## Geologie
Am Mount Wycheproof tritt Granit zu Tage. Zusammen mit dem Pyramid Hill ist er Teil der tiefliegenden Terrick Terrick Range. Er hat eine felsige, konische Form, wie sie für die westlichen Gegenden Victorias typisch ist. Phosphate sind vergleichsweise selten in Victoria anzutreffen, trotzdem ist der Mount Wycheproof für „sein“ Mineral, das Wycheproofit, bekannt. Es lässt sich durch seine rosa Farbe und seine Transparenz charakterisieren.